# La Sône
La Sône é uma comuna francesa na região administrativa de Auvérnia-Ródano-Alpes, no departamento de Isère. Estende-se por uma área de 2,95 km². Em 2010 a comuna tinha 590 habitantes (densidade: 200 hab./km²).